# Jilm v Novém Městě pod Smrkem
Jilm v Novém Městě pod Smrkem je památný strom rostoucí v tomto sídle na severu České republiky, ve Frýdlantském výběžku Libereckého kraje.

## Lokalita a historie
Strom roste v severovýchodních partiích města, u garáží pro osobní automobily v Lesní ulici. Jižně odtud se nachází kostel svaté Kateřiny a severovýchodně od památného stromu protéká řeka Lomnice. Tu Lesní ulice překračuje mostkem a za ním pokračuje dále až k někdejšímu památnému stromu, k Buku lesnímu. O prohlášení stromu za památný rozhodl městský úřad v Novém Městě pod Smrkem, který 20. prosince 2006 vydal své rozhodnutí, jež nabylo právní moci 8. ledna 2007.

## Popis
Jedinec jilmu horského (Ulmus glabra) dosahuje výšky 26 metrů a obvod jeho kmene činí 410 centimetrů. Kolem stromu bylo vyhlášeno ochranné pásmo, které má s ohledem na blízkost automobilových garáží podobu kruhové úseče ohraničené ze severu objektem těchto garáží a z jižní strany příjezdovou komunikací Lesní ulice.